# Zwartkeelmiervogel
De zwartkeelmiervogel (Myrmophylax atrothorax) is een zangvogel uit de familie Thamnophilidae (miervogels). Tot een revisie in 2013 werd deze soort Myrmeciza atrothorax genoemd en gerekend tot het geslacht Myrmeciza.

## Verspreiding en leefgebied
Deze soort komt voor in het Amazonegebied en telt vijf ondersoorten:
- M. a. metae: centraal Colombia.
- M. a. atrothorax: Venezuela, de Guyana's en noordoostelijk Brazilië.
- M. a. tenebrosa: oostelijk Ecuador, noordoostelijk Peru en noordwestelijk Brazilië.
- M. a. maynana: noordelijk-centraal Peru.
- M. a. melanura: oostelijk Peru, Bolivia en zuidwestelijk Brazilië.

## Status
De grootte van de populatie is niet gekwantificeerd maar de soort wordt omschreven als vrij algemeen. Op de Rode lijst van de IUCN heeft deze soort de status niet bedreigd.